# Ferrari F8 Tributo
La F8 Tributo est une voiture de sport du constructeur italien Ferrari commercialisée a partir de 2019.

## Présentation

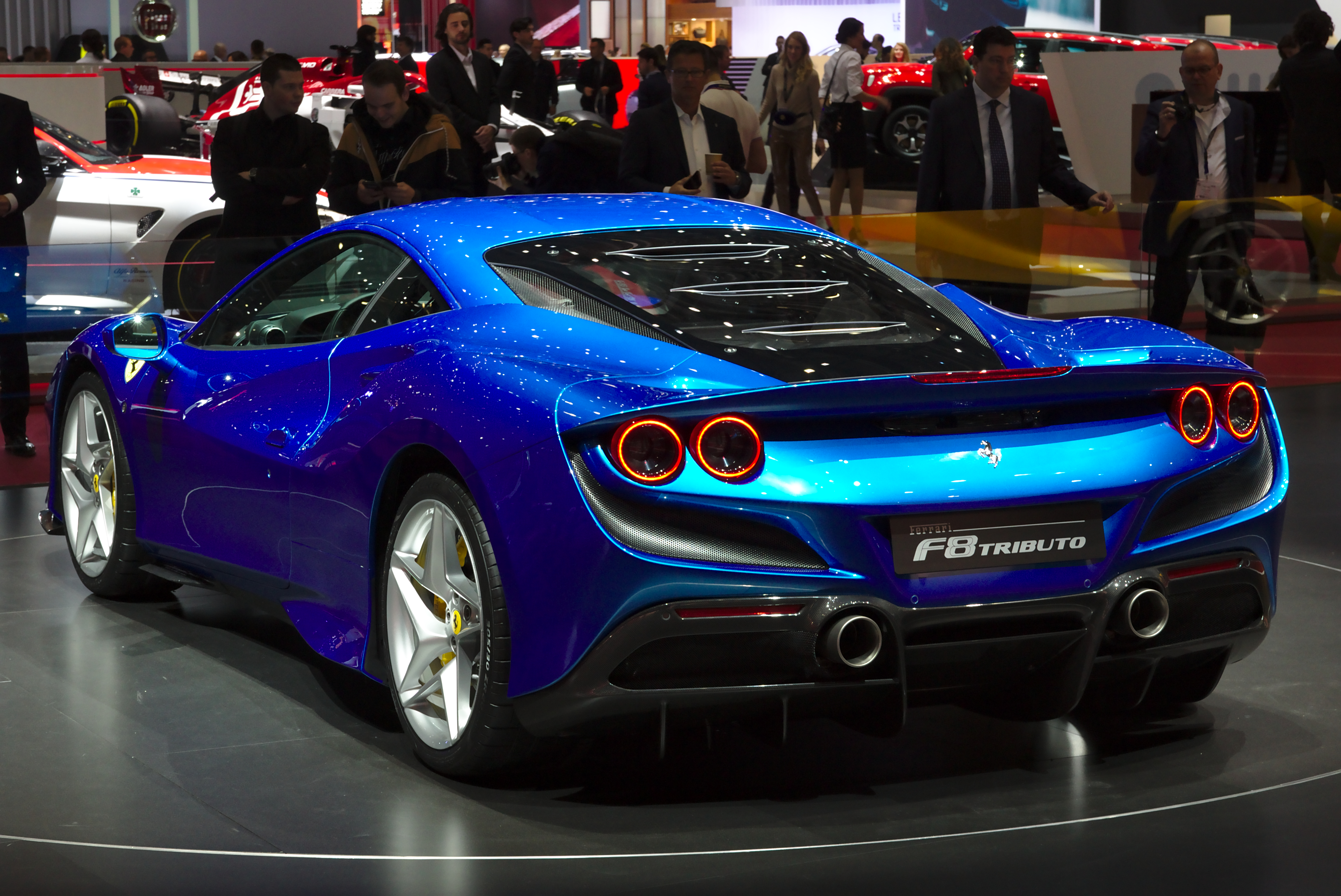
Ferrari F8 Tributo au salon de Genève 2019.

La remplaçante de la Ferrari 488 GTB est dévoilée le 28 février 2019 avant sa première exposition publique au salon international de l'automobile de Genève 2019. La F8 doit son nom au nombre de cylindres de son moteur, comme la F12 en 2012, et « Tributo » signifie « Hommage » qu'elle rend à la F40 et la F308 par son design.
Ferrari a pour habitude d'offrir une grosse mise à jour de sa sportive, en changeant de patronyme, avant de la remplacer par un nouveau modèle. Ainsi la 208 et 308 est devenue 328 en 1985, avant d'être remplacée par la 348 en 1989, qui évolue en F355 en 1994, puis est remplacée par la 360 Modena en 1999, qui devient  F430 en 2004. En 2015, la 458 Italia, lancée en 2009 est remplacée par la 488 GTB. Cette fois, Ferrari déroge à la règle et présente la F8 Tributo qui repose comme la 488 sur les bases de la 458 Italia, soit trois modèles consécutifs à partir d'une base commune. La F8 Tributo ressemble en effet plus à un gros restylage de sa prédécesseure plutôt qu'à un nouveau modèle, certains éléments de carrosserie étant communs aux deux versions.
La production de la Ferrari F8 Tributo est arrêtée en avril 2023 pour la version coupé, et seuls les derniers exemplaires de F8 Spider sont encore produits postérieurement pour les modèles 2023.

### F8 Spider

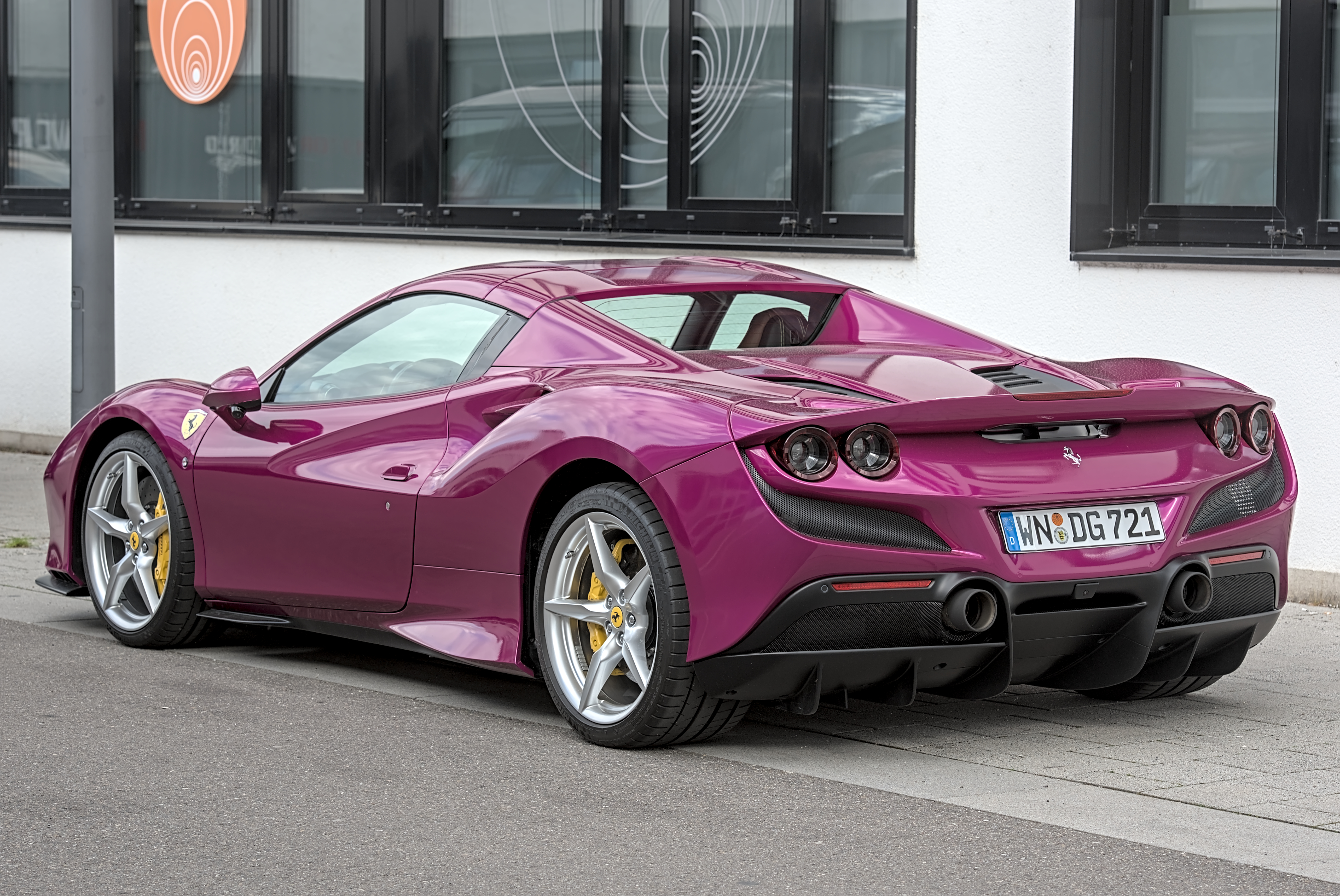
Une F8 Spider en 2025.

La version Spider de la F8 est présentée en septembre 2019.

## Caractéristiques techniques

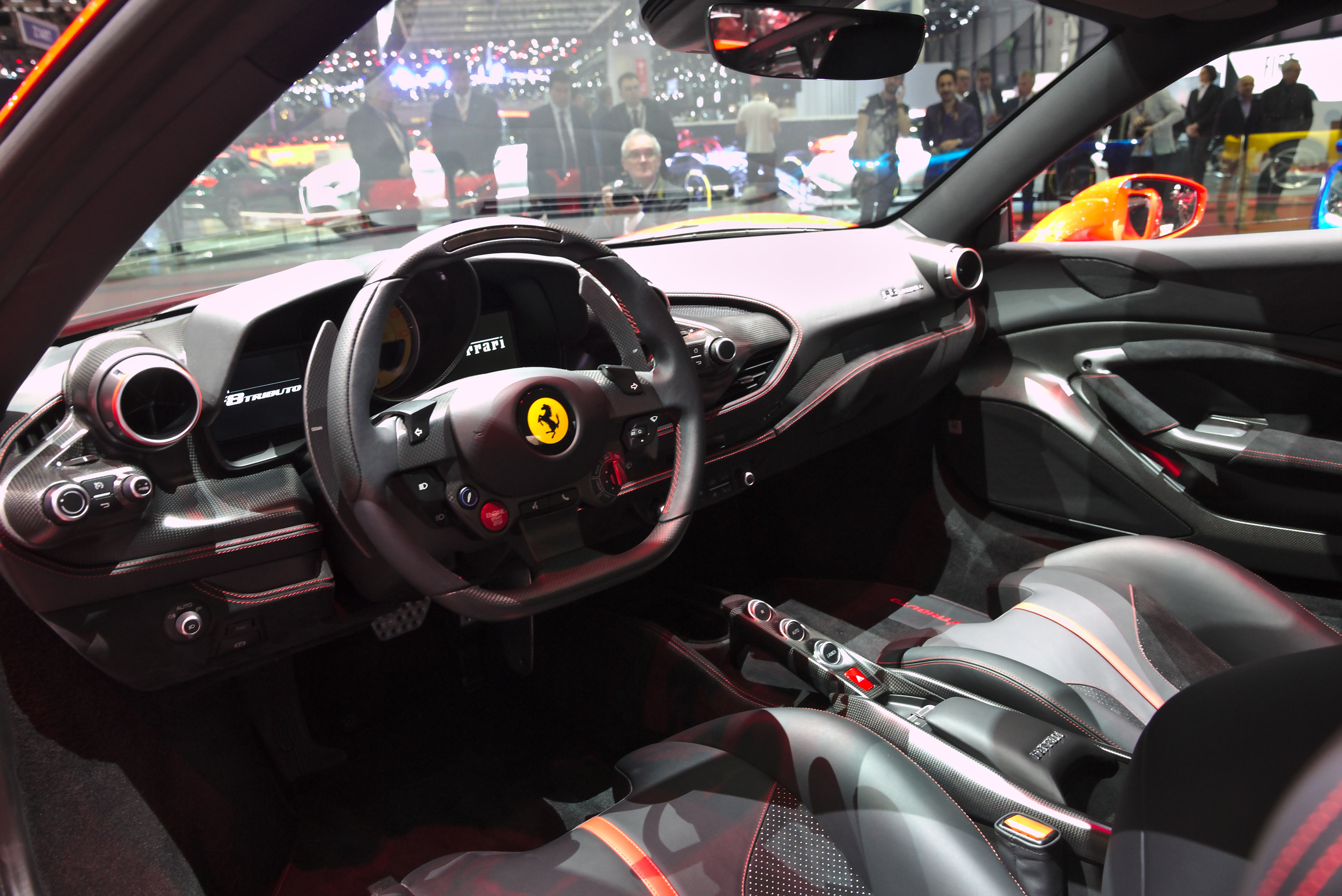
Intérieur de la F8 Tributo.

La F8 Tributo rend hommage à la Ferrari F40 avec notamment sa vitre arrière striée en Lexan munie de fentes pour extraire l’air chaud du compartiment moteur, et ses doubles feux arrière ronds rappellent la 308 GTB de 1975 dont c'était l'une des caractéristiques du constructeur au cheval cabré pour les berlinettes 8-cylindres.
Elle est équipée à l'avant d'optiques à LED et du S-Duct, un système qui contribue à l’augmentation de l’appui au sol de 15 % par rapport à la 488 GTB.
À l'intérieur, la planche de bord est entièrement renouvelée, elle reçoit un nouvel écran tactile de 8,5 pouces pour le passager, une nouvelle interface homme-machine (IHM) ainsi qu'un volant et des commandes modifiés.
La F8 Tributo est annoncée avec en poids en baisse de 40 kg par rapport à sa devancière soit 1 330 kg.

### Moteur
La Ferrari F8 Tributo reprend le même moteur que la 488 Pista, soit le V8 F154 le plus puissant réalisé par Ferrari. Celui-ci a remporté le prix de « Meilleur moteur » dans la catégorie du « moteur international de l'année » (International Engine of the Year) en 2016, 2017, 2018 et 2019.
| Logo de Ferrari              | F8 Tributo                                   |
| ---------------------------- | -------------------------------------------- |
| Moteur                       | V8                                           |
| Alimentation                 | Bi-turbocompressé                            |
| Cylindrée (cm3)              | 3902                                         |
| Puissance maximale (ch) [kW] | 720                                          |
| au régime de (tr/min)        | 7000                                         |
| Couple maximal (N m)         | 770                                          |
| au régime de (tr/min)        | 3250                                         |
| Boîte de vitesses            | Séquentielle à 7 rapports à double embrayage |
| Transmission                 | Propulsion                                   |
| Vitesse maximale (km/h)      | 340                                          |
| 0-100 km/h (s)               | 2,9                                          |
| Consommation (L/100 km)      | 11,5                                         |
| Masse à vide (kg)            | 1425                                         |
| Capacité du réservoir (L)    | 78                                           |
| Émissions de CO2 (g/km)      | 273                                          |
| Norme environnementale       | Euro 6                                       |

## Dérivés

### Ferrari SP48 Unica
Le 5 mai 2022, le département spécial « One-Off » de la marque présente la Ferrari SP48 Unica, un exemplaire unique basé sur la F8 Tributo réalisé pour un client privilégié.

### Ferrari SP-8
Le 24 octobre 2023, le département spécial « One-Off » présente la Ferrari SP-8, un exemplaire unique basé sur la F8 Spider pour un client taïwanais.